# Ns (simulador)
ns es un simulador de redes basado en eventos discretos.
Se usa principalmente en ambientes educativos y de investigación. Permite simular tanto protocolos unicast como multicast y se utiliza intensamente en la investigación de redes móviles ad hoc. Implementa una amplia gama de protocolos tanto de redes cableadas como de redes inalámbricas. La versión actual, ns-3, está diseñada para soportar todo el flujo de trabajo de la simulación desde la configuración hasta la recolección y análisis de tramas.
ns es software libre, se ofrece bajo la versión 2 de la GNU General Public License. Cuenta con dos versiones ns-2 y ns-3 que en general son incompatibles.

## Historia
ns comenzó a desarrollarse en 1989 como una variante del simulador de red REAL. 
En 1995, ns había ganado el apoyo de DARPA, el proyecto Vint de LBL, Xerox PARC, UCB y USC/ISI.
ns ahora es desarrollado en colaboración entre una serie de investigadores e instituciones, incluida la SAMAN (con el apoyo de DARPA), CONSER (a través de la NSF), y ICIR (antes ACIRI). 
Sun Microsystems y la UCB Daedelus y Carnegie Mellon (citado por la página de inicio de ns por la adición de código wireless), también han aportado grandes contribuciones. 

## Versiones de ns

### ns-2
ns-2 fue desarrollado en C++ y provee una interfaz de simulación a través de OTcl, una variante Orientada a Objetos de Tcl. El usuario describe una topología de red por medio de scripts OTcl, y luego el programa principal de ns-2 simula dicha topología utilizando los parámetros definidos. ns -2 está diseñado para sistemas operativos Linux, FreeBSD, Solaris, Mac OS X y puede ejecutarse bajo Windows utilizando Cygwin. Fue licenciado bajo GPL versión 2.
La última versión, 2.35, se presentó al público el 4 de noviembre de 2011.

### ns-3
La variante ns-3 surge en el año 2005, a partir del impulso que Tom Henderson, según la lista de correo del grupo de realizadores de ns, se decidió realizar una nueva versión desde cero, utilizando el lenguaje de programación C++. La base de desarrollo fue el paquete yans (Yet Another Network Simulator).
El desarrollo de ns-3, fue patrocinado en sus inicios por NSF y se proyectó para un periodo de tiempo de cuatro años... Principalmente fue desarrollado por investigadores de las instituciones: Universidad de Washington, Instituto Tecnológico de Georgia y el grupo de investigación Planète en INRIA. La primera liberación de ns-3.1 fue hecha en junio de 2008. En el año 2011 ns-3 llegó a la versión 3.11.
La infraestructura de ns-3 permite el desarrollo de modelos de simulación de alto desempeño, lo que habilita el uso de la herramienta como emulador. ns-3 soporta simulación de redes IP, no IP; así como redes inalámbricas tales como Wi-Fi, WiMAX, o LTE , además de un diferentes protocolos de ruteo entre los que se destacan OLSR y AODV.

## Uso en la Educación
NS es ampliamente utilizado como herramienta educativa y de investigación. Actualmente existen currículos que integran su uso en las siguientes instituciones:

### Sur América
- Universidad Nacional de Colombia[5]
- Universidad Distrital Francisco José de Caldas[6][7]
- Universidad de Boyacá[8]
- Universidad del Quindío[9]

### América del Norte
- Instituto de Tecnología de Georgia[10]
- Universidad de Kansas[11][12]
- Universidad de Pensilvania[13]
- Universidad Brigham Young[14]
- Universidad Aalto[15]

### Asia
- Instituto de Tecnología de Bombay[16]